# Hrvatska šahovska reprezentacija gluhih
Hrvatska muška šahovska reprezentacija gluhih predstavlja Hrvatsku u međunarodnim natjecanjima u šahu za osobe s oštećenjima sluha. Svjetski je i olimpijski prvak.
Seget Donji bio je domaćin II. Europskoga prvenstva u šahu za gluhe, u travnju 2025.

## Sastav
(EP 2025.)
Trenutni kapetan momčadi je Goran Cechi. U momčadi su još Branko Vujaković, Bogdan Božinović, Toni Vujčić, Kristijan Bogić i Tvrtko Golemović.